# Tatum Grosdidier
Tatum Grosdidier (24 luglio 2004) è una sciatrice alpina statunitense.

## Biografia
Sciatrice polivalente sorella di Logan, a sua volta sciatrice alpina, e attiva dal novembre del 2020, in Nor-Am Cup Tatum Grosdidier ha esordito il 18 novembre 2021 a Copper Mountain in slalom gigante (10ª), ha conquistato il primo podio l'8 gennaio 2023 a Burke Mountain in supergigante (2ª) e la prima vittoria il 22 febbraio 2024 a Whiteface Mountain nella medesima specialità; non ha debuttato in Coppa del Mondo né preso parte a rassegne olimpiche o iridate.

## Palmarès

### Nor-Am Cup
- Miglior piazzamento in classifica generale: 7ª nel 2024 e nel 2025
- 6 podi:
  - 1 vittoria
  - 3 secondi posti
  - 2 terzi posti

#### Nor-Am Cup - vittorie
| Data             | Località           | Paese       | Specialità |
| ---------------- | ------------------ | ----------- | ---------- |
| 22 febbraio 2024 | Whiteface Mountain | Stati Uniti | SG         |

Legenda:

SG = supergigante

### South American Cup
- 1 podio:
  - 1 vittoria

#### South American Cup - vittorie
| Data               | Località     | Paese     | Specialità |
| ------------------ | ------------ | --------- | ---------- |
| South American Cup | Cerro Castor | Argentina | GS         |

Legenda:

GS = slalom gigante

### Campionati statunitensi
- 2 medaglie:
  - 2 bronzi (supergigante, slalom gigante nel 2024)